# Vị thần bầu trời

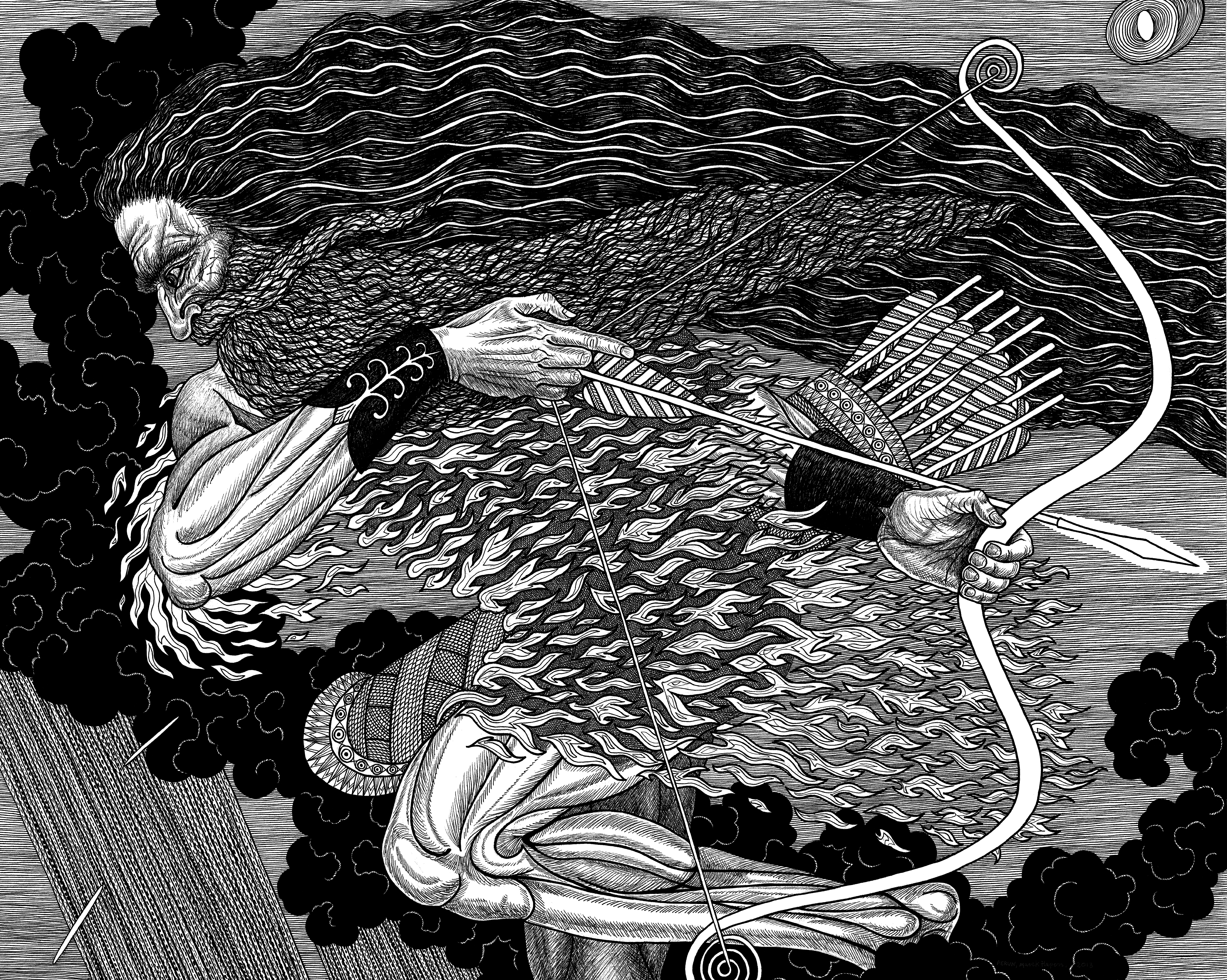
Vị thần bầu trời Perun (tức là thần Zeus) trong thần thoại Slavic

Các vị thần bầu trời (Sky deity) trong những nền văn hóa, tôn giáo, tín ngưỡng là những vị thần biểu tượng của bầu trời, ngự trên bầu trời, không trung và thường gắn liền với ý niệm với đấng tối cao trên cõi thiên giới, thượng giới, gắn với hình thức thờ cúng thiên thượng. Bầu trời thường có ý nghĩa tôn giáo quan trọng. Nhiều tôn giáo, cả hệ đa thần và độc thần, đều có các vị thần gắn liền với bầu trời và ban ngày. Các vị thần ban ngày và các vị thần ban đêm thường là các vị thần ngự ở cõi "thượng giới" hoặc "thiên giới" (cõi trên) đối lập với các vị thần ngự ở trái đất (nhân gian) và cai trị dưới "Thế giới ngầm" (các vị thần của thế giới ngầm là đôi khi được gọi là các vị thần ở "âm giới"/âm phủ/địa phủ).

## Khái yếu

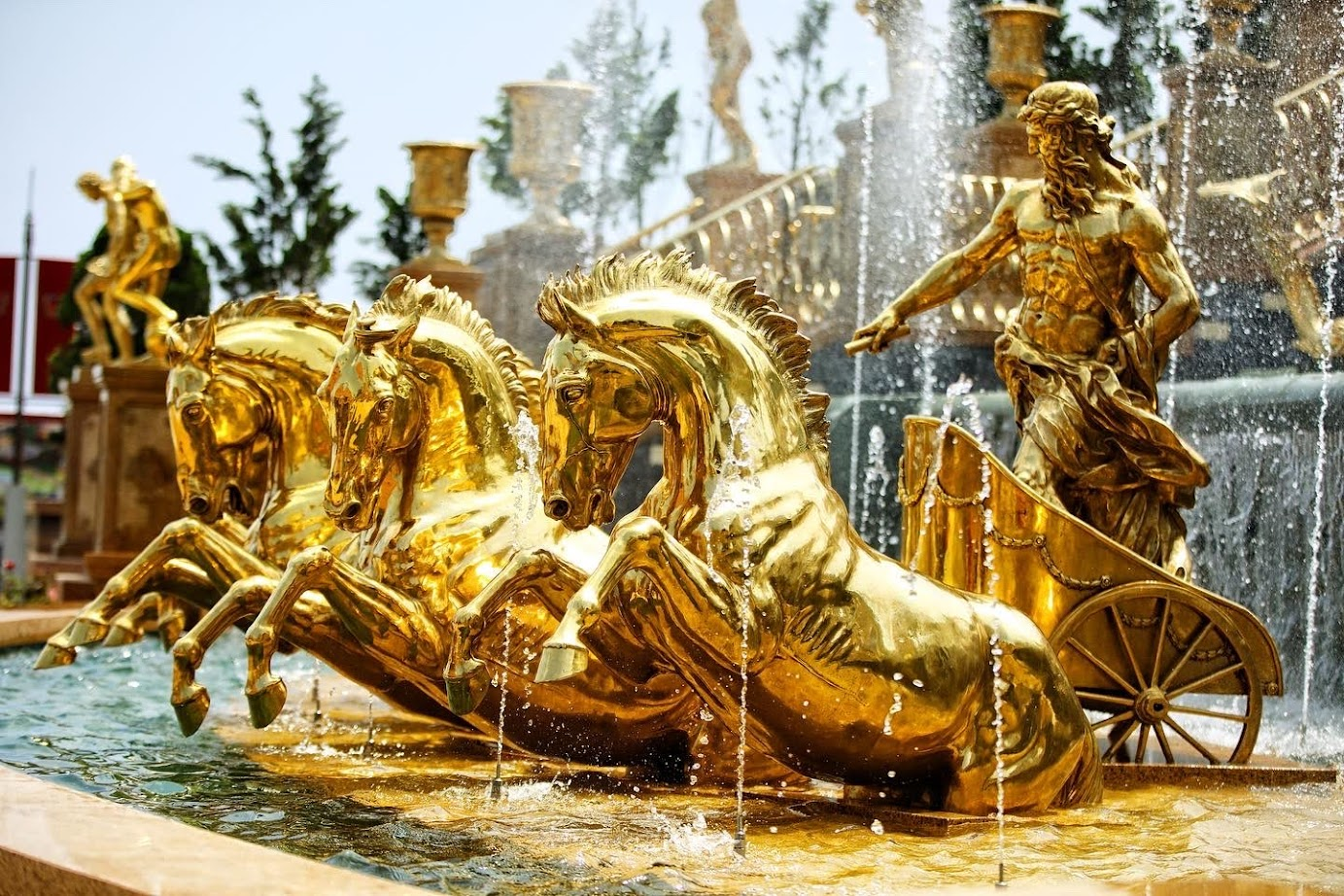
Tượng mạ vàng Thần Mặt trời trong thần thoại Hy Lạp-La Mã cưỡi cổ chiến xa tứ mã tại Khu du lịch Bà Nà Hills ở Đà Nẵng

Các vị thần bầu trời ban ngày thường khác biệt với các vị thần ban đêm. Tác giả Stith Thompson phản ánh điều này bằng cách tách danh mục "Thần bầu trời" (A210) khỏi danh mục "Thần tinh tú" (A250). Trong thần thoại, các vị thần ban đêm thường được gọi là các vị dạ thần và các vị thần của các vì sao đơn giản là các vị thần ngôi sao (tinh tú) như thần trăng (nguyệt thần). Cả hai loại này đều liên quan đến bầu trời. Các vị thần xuất hiện với vẻ ngoài tỏa sáng cũng được xem là vị thần bầu trời vì mặt trời và mặt trăng nằm trên bầu trời. Một số tôn giáo cũng có thể có một vị thần hoặc nhân cách hóa ban ngày, bầu trời sáng khác với vị thần ban ngày để bổ sung cho vị thần hoặc nhân cách hóa ban đêm.  
Trong thần thoại Hy Lạp, Vị thần Sao Thiên Vương là vị thần bầu trời nguyên thủy, người cuối cùng được Zeus kế vị, người cai trị thiên giới trên đỉnh núi Olympus. Ngược lại với thiên thể Mười hai vị thần Olympus là vị thần chthonic Hades, người cai trị thế giới ngầm và Poseidon, người cai trị biển cả. Bất kỳ vị thần bầu trời nam tính nào cũng thường là vua của các vị thần, đảm nhận vị trí tộc trưởng trong ngôi đền thần Pantheon. Các vị vua như vậy được phân loại chung là các vị thần "bầu trời", với sự phân cực giữa bầu trời và trái đất thường được thể hiện bằng cách ghép một vị thần "cha thiên thượng" với một nữ thần "mẹ đất" (mẫu thần/địa mẫu). Nữ thần bầu trời chính thường là nữ hoàng của các vị thần và có thể là nữ thần khí quyền/bầu trời theo đúng nghĩa của nữ thần này, mặc dù vị thần nữ giới này thường có các chức năng khác và "bầu trời" không phải là chánh thần. Vào thời cổ đại, một số nữ thần bầu trời ở Ai Cập cổ đại, Lưỡng Hà và Cận Đông được gọi là Nữ chúa Thiên đường. Các vị thần có thể cai trị bầu trời thành một cặp (ví dụ: tôn giáo Semitic cổ vị thần tối cao thần El và nữ thần sinh sản Asherah mà rất có thể ông đã được ghép đôi với Asherah).
Trong thần thoại so sánh thì Cha thiên thượng (Sky father) là thuật ngữ chỉ một khái niệm lặp đi lặp lại trong các tôn giáo đa thần về một vị thần bầu trời người được gọi là "cha", thường là cha của một vị thần và cũng thường giữ vai trò một vị Vua của các vị thần đang trị vì hoặc từng ngự trị trên thiên giới trước đây. Khái niệm "Cha thiên thượng" cũng có thể được hiểu để bao gồm Thần Mặt Trời có đặc điểm tương tự, chẳng hạn như Ra. Khái niệm này bổ sung cho thuật ngữ mẹ đất (Địa mẫu) sánh đôi thành Thiên phụ Địa mẫu (Cha trời Mẹ đất). Trong Ấn Độ giáo thì thuật ngữ "Cha Thiên thượng" là bản dịch trực tiếp của kinh Vệ đà Dyaus Pita, có nguồn gốc từ nguyên từ cùng tên vị thần Proto-Indo-Euro như tiếng Hy Lạp Zeûs Pater và thần Jupiter La Mã, tất cả đều là phản ánh của cùng một tên của vị thần Proto-Indo-Euro là *Dyēus Ph₂tḗr. Mặc dù có rất nhiều điểm tương đồng được truyền bá ra từ bên ngoài thần thoại Ấn-Âu, vẫn có những trường hợp ngoại lệ (ví như trong thần thoại Ai Cập thì nữ thần Nut là mẹ bầu trời và cha trái đất là thần Geb). Trong văn hóa Thiên chúa giáo, Chúa Cha thường được miêu tả trong nghệ thuật như một nhà thông thái có bộ râu bạc trắng và ngự trên những đám mây, như có thể thấy trong các tác phẩm của các nghệ sĩ như Michelangelo và Raphael. Trong thần thoại Trung Hoa, có hai trong số Tứ Ngự là vị thần bầu trời và thời tiết gồm Hạo Thiên Chí Tôn Ngọc Hoàng Thượng đế là người đứng đầu Tứ Ngự, cai quản thiên đình và tất cả các vị thần tiên trên trời và Trung Thiên Tử Vi Bắc Cực Đại Đế là người điều khiển mặt trời, mặt trăng, các vì sao và thời tiết. Trong tôn giáo du mục thảo nguyên Á Âu là Tengri giáo thờ thần bầu trời Tengri (Đằng Cách Lý).